# Luddenita
La luddenita és un mineral de la classe dels silicats. Rep el nom en honor de Raymond W. Ludden, geòleg en cap de la Western Exploration de Phelps Dodge Corp.

## Característiques
La luddenita és un silicat de fórmula química Cu₂Pb₂Si₅O14·4H₂O. Cristal·litza en el sistema monoclínic. La seva duresa a l'escala de Mohs és 4.
Segons la classificació de Nickel-Strunz, la luddenita pertany a «09.HH - Silicats sense classificar, amb Pb» juntament amb els següents minerals: macquartita, creaseyita, plumbotsumita i molibdofil·lita.

## Formació i jaciments
Va ser descoberta a la Base Metals prospect, situada a la serralada Artillery, dins el comtat de Mohave (Arizona, Estats Units). També ha estat descrita en altres indrets propers a les mateixes muntanyes, així com a la mina Vesuv, a la localitat de Freihung (Baviera, Alemanya). Aquests dos indrets són els únics de tot el planeta on ha estat descrita aquesta espècie mineral. Ha estat mencionada en altres dos llocs més (a Àustria i els Estats Units) però podria tractar-se d'un altre mineral, i no pas de luddenita.